# Baliga micans
Baliga micans är en insektsart som först beskrevs av Robert McLachlan 1875.
Baliga micans ingår i släktet Baliga och familjen myrlejonsländor. Inga underarter finns listade i Catalogue of Life.